# 奧斯特羅夫西克 (新敖德薩區)
47°17′21″N 32°5′11″E / 47.28917°N 32.08639°E
奧斯特羅夫西克（烏克蘭語：Островське），是烏克蘭南部的村莊，隸屬尼古拉耶夫州的尼古拉耶夫區。該村始建於1890年，面積0.43平方公里，海拔高度69米，2001年人口97，人口密度每平方公里223.5人。